# Ponto G
O ponto G, também conhecido como ponto Gräfenberg em referência ao ginecologista alemão Ernst Gräfenberg, é caracterizado como uma zona erógena da vagina que, quando estimulada, pode conduzir a elevados níveis de excitação sexual, com orgasmos intensos e uma potencial ejaculação feminina. Sua localização aproximada é de 5 a 8 centímetros (2 a 3 polegadas) da região interna da vagina (parede frontal) entre a abertura vaginal e o canal da uretra, sendo que é uma área sensitiva da genitália feminina.
A existência do ponto G não foi comprovada, nem sequer a origem da ejaculação feminina. Embora o ponto G tenha sido estudado desde a década de 1940, há divergências sobre sua existência como uma estrutura com definição e localização distintas. O ponto G pode ser uma extensão do clitóris, que juntos podem ser a causa dos orgasmos vaginais. Sexólogos e outros pesquisadores estão preocupados com o fato de que as mulheres podem se considerarem disfuncionais caso não experimentarem a estimulação do ponto G, e enfatizam que não experimentá-lo também é normal.

## Estrutura teorizada

### Localização
Dois métodos principais têm sido usados para definir e localizar o ponto G como uma área sensível na vagina: os níveis auto-relatados de excitação durante a estimulação do ponto G, levando à ejaculação feminina; assim como, a tecnologia de ultrassom também foi usada para identificar diferenças fisiológicas entre mulheres e alterações na região do ponto G durante a atividade sexual.
A localização do ponto G é normalmente relatada como sendo cerca de 5 a 8 centímetros na região interna da vagina, na parede frontal. Para algumas mulheres, estimular essa área provoca um orgasmo mais intenso do que a estimulação clitoriana.
A área do ponto G foi descrita como uma outra forma direta de prazer sexual, utilizando-se dois dedos pressionados profundamente nela. Tentar estimular a área através da penetração sexual, especialmente na posição de missionário, é difícil devido ao ângulo específico de penetração.

### Vagina e clitóris

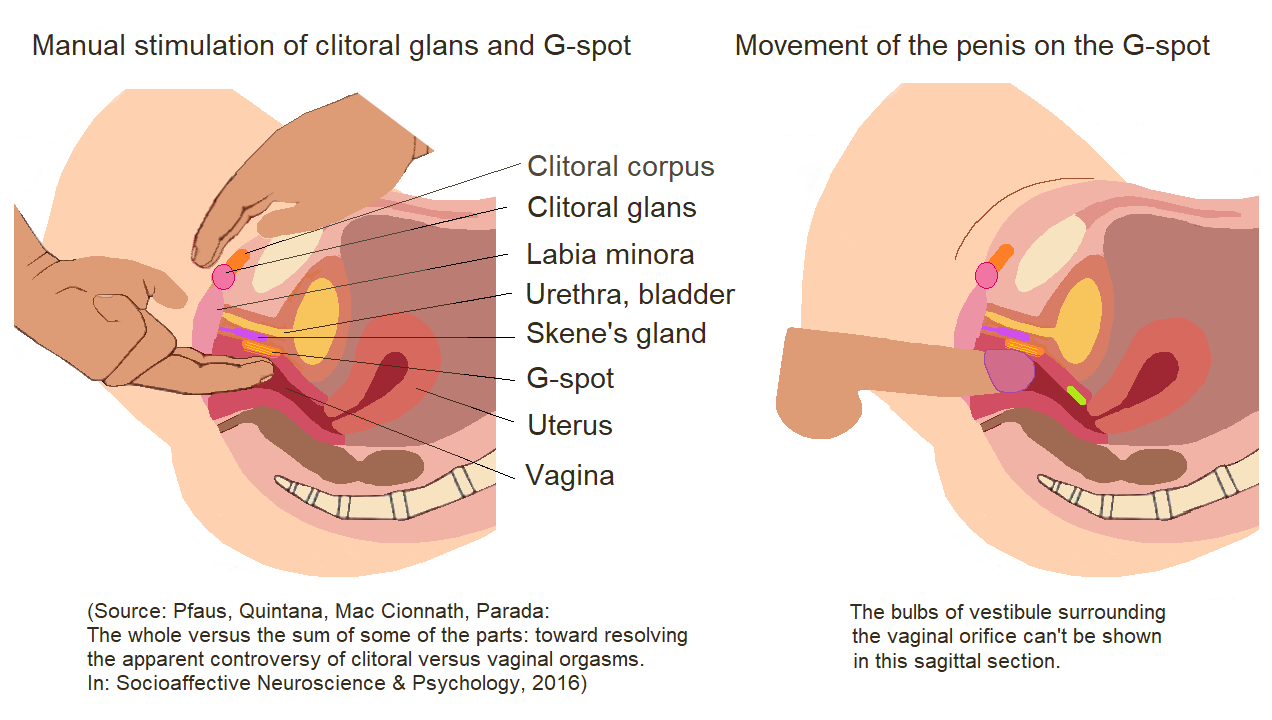
Tocando o ponto G de forma natural

As mulheres geralmente precisam de estimulação direta do clitóris para chegar ao orgasmo, e a estimulação do ponto G pode ser melhor alcançada com a técnica da masturbação feminina e penetração vaginal. Uma massagem Yoni também inclui estimulação manual do ponto G.
Brinquedos sexuais estão disponíveis para estimulação do ponto G. Um brinquedo sexual comum é o vibrador de ponto G, especialmente projetado para essa área, que é semelhante a um falo que tem uma ponta curva e tenta facilitar a estimulação da região. Os vibradores de ponto G são feitos dos mesmos materiais que os comuns, variando de plástico rígido, borracha, silicone, gel ou qualquer combinação deles. O nível de penetração vaginal ao usar um vibrador de ponto G depende da mulher, porque a fisiologia feminina nem sempre é a mesma. Os efeitos da estimulação do ponto G, seja ao encaixar um pênis ou um vibrador específico, também podem ser aumentados por meio da masturbação de outras zonas erógenas no corpo de uma mulher, como o clitóris ou a vulva, por exemplo. Ao usar um vibrador de ponto G, pode-se estimular o clitóris, inclusive usando este vibrador como um vibrador de clitóris; ou, se o vibrador for projetado para isso, aplicando-o de forma que estimule a cabeça do clitóris, o resto da vulva e da vagina simultaneamente.
Um estudo de caso de 1981 alegou que a estimulação da parede vaginal anterior fez com que a área crescesse cinquenta por cento e que os níveis auto-relatados de excitação/orgasmo eram mais intensos quando o ponto G era estimulado. Outro estudo, em 1983, examinou onze mulheres palpando toda a vagina no sentido horário e relatou uma resposta específica à estimulação da parede vaginal anterior em quatro mulheres, concluindo que a área é o ponto G. Além disso, um questionário anônimo publicado em 1990 foi distribuído a 2 350 mulheres profissionais nos Estados Unidos e no Canadá, com uma taxa de retorno posterior de 55%. Dessas entrevistadas, 40% relataram ter uma liberação de líquido (ejaculação) no momento do orgasmo, e 82% das mulheres que relataram a área sensível (mancha de Gräfenberg) também referiram ejaculação com seus orgasmos. Muitas variáveis foram associadas a essa percepção da existência da ejaculação feminina.
Algumas pesquisas sugerem que os orgasmos do ponto G e do clitóris são da mesma origem. Masters e Johnson foram os primeiros a determinar que as estruturas do clitóris envolvem e se estendem ao longo e dentro dos lábios. Ao estudar a resposta sexual humana das mulheres a diferentes estímulos, eles observaram que tanto o orgasmo clitoriano quanto o vaginal tinham os mesmos estágios de resposta física e descobriram que a maioria delas só conseguiam atingir o orgasmo clitoriano, enquanto uma minoria atingia o orgasmo vaginal. Com base nisso, Masters e Johnson argumentaram que a estimulação do clitóris é a fonte de ambos os tipos de orgasmos, concluindo que o clitóris é estimulado durante a penetração pela fricção contra seu capuz.
Pesquisadores da Universidade de L'Aquila, usando ultrassonografia, apresentaram evidências de que as mulheres que têm orgasmos vaginais são estatisticamente mais propensas a ter tecido mais espesso na parede vaginal anterior. Os pesquisadores acreditam que essas descobertas possibilitam que as mulheres façam um teste rápido para confirmar se elas têm ou não um ponto G. O professor de epidemiologia genética, Tim Spector, coautor da pesquisa que questiona a existência do ponto G e a finalizou em 2009, também levanta a hipótese de tecido mais espesso na área do ponto G; ele afirma que esse tecido pode fazer parte do clitóris e não é uma zona erógena separada.
Apoiando a conclusão de Spector, um estudo publicado em 2005 que investiga o tamanho do clitóris sugere que o tecido do clitóris se estende até a parede anterior da vagina. A principal pesquisadora dos estudos, a urologista australiana Helen O'Connell, afirma que essa relação interconectada é a explicação fisiológica para o conjecturado ponto G e a experiência de orgasmos vaginais, levando em consideração a estimulação das partes internas do clitóris durante a penetração vaginal. Ao usar a imagem por ressonância magnética, O'Connell observou uma relação direta entre as pernas ou raízes do clitóris e o tecido erétil dos "bulbos clitoriais" e corpos, e a uretra distal e a vagina. "A parede vaginal é, na verdade, o clitóris", disse O'Connell. "Se você levantar a pele da vagina nas paredes laterais, obterá os bulbos do clitóris – massas crescentes triangulares de tecido erétil." O'Connell et al., que realizaram dissecações nos órgãos genitais femininos de cadáveres e usaram a fotografia para mapear a estrutura dos nervos no clitóris, já sabiam que o clitóris é mais do que apenas sua glande, e afirmaram em 1998 que há mais órgãos eréteis associados histologicamente com o clitóris do que é geralmente descrito em livros de anatomia. Eles concluíram que algumas mulheres têm tecidos clitoriais e nervos mais extensos do que outras, especialmente tendo observado isso em cadáveres jovens em comparação com os idosos e, portanto, enquanto a maioria das mulheres só podem atingir o orgasmo por estimulação direta das partes externas do clitóris, a estimulação dos tecidos mais generalizados do clitóris via relação sexual pode ser suficiente para outros.
Os pesquisadores franceses Odile Buisson e Pierre Foldès relataram descobertas semelhantes às de O'Connell. Em 2008, eles publicaram a primeira ultrassonografia 3D completa do clitóris estimulado e a republicaram em 2009, com novas pesquisas, demonstrando as formas pelas quais o tecido erétil do clitóris incha e envolve a vagina. Com base nesta pesquisa, eles argumentaram que as mulheres podem atingir o orgasmo vaginal por meio da estimulação do ponto G porque o clitóris altamente inervado é puxado para perto da parede anterior da vagina quando a mulher está sexualmente excitada e durante a penetração vaginal. Eles afirmam que, como a parede frontal da vagina está inextricavelmente ligada às partes internas do clitóris, estimular a vagina sem ativar o clitóris pode ser quase impossível. Em seu estudo publicado em 2009, os "planos coronais durante a contração perineal e a penetração dos dedos demonstraram uma estreita relação entre a raiz do clitóris e a parede vaginal anterior". Buisson e Foldès sugeriram "que a sensibilidade especial da parede vaginal anterior inferior poderia ser explicada pela pressão e movimento da raiz do clitóris durante uma penetração vaginal e a posterior contração perineal".

### Próstata feminina
Em 2001, o Comitê Federativo de Terminologia Anatômica aceitou a chamada "próstata feminina" como uma segunda nomenclatura para a glândula de Skene, a qual se acredita estar localizada na área do ponto G ao longo das paredes da uretra. A próstata masculina é biologicamente homóloga à glândula de Skene; foi chamado não oficialmente de ponto G masculino porque também pode ser usado como zona erógena.
Regnier de Graaf, em 1672, observou que as secreções (ejaculação feminina) pela zona erógena da vagina lubrificam "de forma agradável durante o coito". Hipóteses científicas modernas que associam a sensibilidade do ponto G à ejaculação feminina levaram à ideia de que a ejaculação feminina não urinária pode se originar da glândula de Skene, que pode agir de maneira semelhante à próstata masculina em termos de antígeno específico da próstata e fosfatase ácida específica da próstata estudos, que levaram a uma tendência de chamar as glândulas de Skene de "próstata feminina". Além disso, a enzima PDE5 (envolvida com a disfunção erétil) também foi associada à área do ponto G. Devido a esses fatores, argumenta-se que o ponto G é um sistema de glândulas e ductos localizados na parede anterior (frontal) da vagina. Uma abordagem semelhante ligou o ponto G com a esponja uretral.

## Significado clínico
A amplificação do ponto G (também chamada de aumento do ponto G ou injeção G) é uma intervenção cirúrgica destinada a aumentar temporariamente o prazer em mulheres sexualmente ativas, com ênfase no aumento do tamanho e da sensibilidade do ponto G. A amplificação do ponto G é realizada tentando localizar o ponto G e anotando as medições para referência futura. Depois de anestesiar a área com um anestésico local, o colágeno artificial humano é injetado diretamente sob a mucosa na área onde se conclui que o ponto G esteja.
Um documento de posição publicado pelo Colégio Americano de Obstetras e Ginecologistas em 2007 adverte que não há razão médica válida para realizar o procedimento, pois não é considerado rotineiro ou aceito pelo Colégio; e não foi provado ser seguro ou eficaz. Os riscos potenciais incluem disfunção sexual, infecção, sensação alterada, dispareunia, aderências e cicatrizes. A posição do Colégio alega que é insustentável recomendá-lo. Esse procedimento também não é aprovado pela Food and Drug Administration ou pela Associação Médica Americana, e nenhum estudo revisado por pares foi aceito para explicar sua segurança ou eficácia.

## Sociedade e cultura

### Ceticismo geral
Além do ceticismo geral entre ginecologistas, sexólogos e outros pesquisadores de que o ponto G existe, no final de 2009, uma equipe do King's College de Londres sugeriu que sua existência é subjetiva. Eles adquiriram a maior amostragem de mulheres até o momento – 1 800 – que são pares de gêmeas, e descobriram que as gêmeas não relataram um ponto G semelhante em seus questionários. A pesquisa, liderada por Tim Spector, documenta um estudo de quinze anos sobre as gêmeas, idênticas e não idênticas. De acordo com os pesquisadores, se uma gêmea idêntica relatasse ter um ponto G, era mais provável que a outra também o fizesse, mas esse padrão não se materializou. A coautora do estudo, Andrea Burri, acredita: "É bastante irresponsável reivindicar a existência de um órgão que nunca foi comprovado, e pressionar mulheres e homens também". Ela afirmou que um dos motivos da pesquisa era remover sentimentos de "inadequação ou insucesso" das mulheres que temiam não ter o ponto G. A pesquisadora Beverly Whipple rejeitou as descobertas, comentando que gêmeas têm parceiros e técnicas sexuais diferentes, e que o estudo não considerou adequadamente mulheres lésbicas ou bissexuais.
Petra Boynton, uma cientista britânica que escreveu extensivamente sobre o debate sobre o ponto G, também está preocupada com a controvérsia do ponto G, levando as mulheres se sentirem "disfuncionais" se não o vivenciarem. "Somos todas diferentes. Algumas mulheres terão uma certa área dentro da vagina que será muito sensível, e algumas não — mas não estarão necessariamente na área chamada de ponto G", afirmou ela. "Se uma mulher passa o tempo todo se preocupando se ela é normal, se tem um ponto G ou não, ela se concentrará em apenas uma área e ignorará todo o resto. É dizer às pessoas que existe uma única e melhor maneira de fazer sexo, o que não é a coisa certa a fazer."

### Terminações nervosas
Os defensores do ponto G são criticados por dar muita relevância a evidências anedóticas e métodos investigativos questionáveis: por exemplo, os estudos que produziram evidências positivas para um ponto G localizado com precisão envolvem pequenas amostras de participantes. Embora a existência de uma maior concentração de terminações nervosas no terço inferior (perto da entrada) da vagina seja comumente citada, alguns exames científicos da inervação da parede vaginal não mostraram uma área única com maior densidade de terminações nervosas.
Vários pesquisadores também consideram fraca a conexão entre a glândula de Skene e o ponto G. A esponja uretral, no entanto, que também é hipotetizada como o ponto G, contém terminações nervosas sensíveis e tecido erétil. A sensibilidade não é determinada apenas pela densidade dos neurônios: outros fatores incluem os padrões de ramificação dos terminais dos neurônios e a inervação cruzada ou colateral dos neurônios. Em contrapartida, os opositores do ponto G argumentam que, como há poucas terminações nervosas táteis na vagina e que, portanto, o ponto G não pode existir; os defensores alegam que os orgasmos vaginais dependem de nervos sensíveis à pressão.

### Clitóris e outras discussões anatômicas

Anatomia interna do clitóris, bulbos vestibulares indicados

A existência do ponto G como uma relação anatômica do clitóris foi contestada por Vincenzo Puppo, que, embora concorde que o clitóris é o centro do prazer sexual feminino, discorda das descrições terminológicas e anatômicas do clitóris feitas por Helen O'Connell e outros pesquisadores. Ele afirmou: "Os bulbos do clitóris são um termo incorreto do ponto de vista embriológico e anatômico; na verdade, os bulbos não se desenvolvem a partir do falo e não pertencem ao clitóris." Ele diz que bulbos do clitóris "não é um termo usado na anatomia humana" e que bulbos do vestíbulo é o termo correto, acrescentando que ginecologistas e especialistas sexuais devem informar o público com fatos em vez de hipóteses ou opiniões pessoais. "os orgasmos intitulados pontos A/C/G/U, que teriam relação com os orgasmos clitoriano, vaginal e do colo do útero, além da ejaculação feminina, são termos que não devem ser usados por sexólogos, mulheres e meios de comunicação de massa", disse ele, comentando ainda que o "a parede vaginal anterior é separada da parede uretral posterior pelo septo uretrovaginal (sua espessura é de 10 a 12 milímetros)" e que o "clitóris interno" não existe. "A uretra perineal feminina, localizada na frente da parede vaginal anterior, tem cerca de um centímetro de comprimento e o ponto G está localizado na parede pélvica da uretra, 2 a 3 centímetros dentro da vagina", afirmou Puppo. Ele acredita que o pênis não pode entrar em contato com a congregação de múltiplos nervos/veias situados até o ângulo do clitóris, detalhado por Georg Ludwig Kobelt, ou com as raízes do clitóris, que não possuem receptores sensoriais ou sensibilidade erógena, durante coito vaginal. Ele, no entanto, rejeitou a definição orgástica do ponto G que surgiu depois de Ernst Gräfenberg, afirmando que "não há evidência anatômica do orgasmo vaginal que foi inventado por Freud em 1905, sem qualquer base científica".
A crença de Puppo de que não há relação anatômica entre a vagina e o clitóris é contrastada pela crença geral entre os pesquisadores de que os orgasmos vaginais são o resultado da estimulação do clitóris; eles afirmam que o tecido do clitóris se estende, ou pelo menos provavelmente é estimulado pelos bulbos do clitóris, mesmo na área mais comumente relatada como sendo o ponto G. "Minha avaliação é que o ponto G trata-se somente da extensão do clitóris no interior da vagina, análogo à base do pênis masculino", disse o pesquisador Amichai Kilchevsky. Como o desenvolvimento fetal feminino é a direção "padrão" do desenvolvimento fetal na ausência de exposição substancial aos hormônios masculinos e, portanto, o pênis é essencialmente um clitóris aumentado por esses hormônios, Kilchevsky acredita que não há razão evolutiva para que as mulheres tenham duas estruturas separadas capaz de produzir orgasmos, e culpa a indústria pornográfica e os "promotores do ponto G" por "encorajar o mito" de um ponto G distinto.
A dificuldade geral de atingir orgasmos vaginais, que é uma situação que provavelmente se deve ao fato da natureza facilitar o processo de gravidez ao reduzir drasticamente o número de terminações nervosas vaginais, desafia as alegações de que os orgasmos vaginais ajudam a estimular o desejo e a relação sexual para facilitar a reprodução. O'Connell afirmou que focar no ponto G excluindo o resto do corpo de uma mulher é "um pouco como estimular os testículos de um cara sem tocar no pênis e esperar que ocorra um orgasmo só porque o amor está presente". Ela afirmou que "é melhor pensar no clitóris, uretra e vagina como uma unidade porque estão intimamente relacionados". Ian Kerner afirmou que o ponto G pode ser "nada mais do que as raízes do clitóris cruzando a esponja uretral".
Um estudo da Universidade Rutgers, publicado em 2011, foi o primeiro a mapear os órgãos genitais femininos na parte sensorial do cérebro e apoia a possibilidade de um ponto G distinto. Quando a equipe de pesquisa pediu a várias mulheres que se estimulassem em uma imagem por ressonância magnética funcional (fMRI), as varreduras cerebrais mostraram que estimular o clitóris, a vagina e o colo do útero iluminava áreas distintas do córtex sensorial das mulheres, o que significa que o cérebro registrava sensações distintas entre estimular o clitóris, o colo do útero e a parede vaginal – onde o ponto G é relatado. "Acho que a maior parte das evidências mostra que o ponto G não é uma coisa em particular", afirmou Barry Komisaruk, chefe dos resultados da pesquisa. "Não é como dizer: 'O que é a glândula tireoide?' O ponto G é mais uma coisa como a cidade de Nova Iorque é uma coisa. É uma região, ou seja, uma convergência de muitas estruturas diferentes."

Em 2009, o Journal of Sexual Medicine realizou um debate para ambos os lados da questão do ponto G, concluindo que mais evidências são necessárias para validar a existência do ponto G. Em 2012, os pesquisadores Kilchevsky, Vardi, Lowenstein e Gruenwald afirmaram na revista: "Relatos na mídia pública levariam alguém a acreditar que o ponto G é uma entidade bem caracterizada capaz de fornecer estimulação sexual extrema, mas isso está longe de ser a verdade." Os autores citaram que dezenas de ensaios tentaram confirmar a existência de um ponto G usando pesquisas, espécimes patológicos, várias modalidades de imagem e marcadores bioquímicos e concluíram:
As pesquisas descobriram que a maioria das mulheres acredita que o ponto G realmente existe, embora nem todas as mulheres que acreditavam nele fossem capazes de localizá-lo. Tentativas de caracterizar a inervação vaginal mostraram algumas diferenças na distribuição nervosa pela vagina, embora os achados não tenham se mostrado universalmente reprodutíveis. Além disso, os estudos radiográficos não conseguiram demonstrar uma entidade única, além do clitóris, cuja estimulação direta leva ao orgasmo vaginal. Medidas objetivas falharam em fornecer evidências fortes e consistentes para a existência de um local anatômico que poderia estar relacionado ao famoso ponto G. No entanto, relatos confiáveis e testemunhos anedóticos da existência de uma área altamente sensível na parede vaginal anterior distal levantam a questão de saber se modalidades de investigação suficientes foram implementadas na busca do ponto G.
Uma revisão de 2014 da Nature Reviews Urology afirmou que "nenhuma estrutura consistente com um ponto G distinto foi identificada".

## História
A liberação de fluidos foi vista pelos médicos como benéfica para a saúde. Nesse contexto, vários métodos foram usados ao longo dos séculos para liberar a "semente feminina" (via lubrificação vaginal ou pela ejaculação feminina) como tratamento para suffocation ex semine retento (sufocamento do útero), histeria feminina ou doença verde. Os métodos incluíam uma parteira esfregando as paredes da vagina ou inserindo o pênis ou objetos em forma de pênis na vagina. No livro History of V, Catherine Blackledge lista termos antigos para o que ela acredita se referir à próstata feminina (a glândula de Skene), como o "pequeno riacho", a "pérola negra" e o "palácio de yin" na China; a "pele da minhoca" no Japão; e "saspanda nadi" na Índia pelo manual erótico Ananga Ranga.
O médico holandês do século XVII, Regnier de Graaf, descreveu a ejaculação feminina e se referiu a uma zona erógena na vagina que ele relacionou como homóloga à próstata masculina; esta zona foi posteriormente relatada pelo ginecologista alemão Ernst Gräfenberg. A cunhagem do termo G-spot (ponto G em português) foi creditada a Addiego et al. em 1981, em homenagem a Gräfenberg, e a Alice Kahn Ladas e Beverly Whipple et al. em 1982. A pesquisa de Gräfenberg na década de 1940, no entanto, foi dedicada à estimulação uretral; Gräfenberg afirmou: "Uma zona erótica sempre pode ser demonstrada na parede anterior da vagina ao longo da uretra". O conceito de ponto G entrou na cultura popular com a publicação em 1982 de The G Spot and Other Recent Discoveries About Human Sexuality por Ladas, Whipple e Perry, mas foi imediatamente criticado por ginecologistas: alguns deles negaram sua existência, pois a ausência de excitação tornava menos provável a observação, e os estudos de autópsia não relataram isso.